# Sancé
Sancé is een gemeente in het Franse departement Saône-et-Loire (regio Bourgogne-Franche-Comté). De plaats maakt deel uit van het arrondissement Mâcon. Sancé telde op 1 januari 2022 2.158 inwoners.

## Geschiedenis
De plaats werd voor het eerst vermeld in de 9e eeuw. Sancé telde twee kastelen: het Kasteel van Châtenay (11e eeuw en herbouwd in de 15e eeuw) en het Kasteel van Le Parc. Dit kasteel werd tijdens de Hugenotenoorlogen belegerd en ingenomen door Karel van Mayenne. In de 17e eeuw kwam het Kasteel van Le Parc in het bezit van de graaf van Senozan. De kerk dateert uit de 12e eeuw en was aanvankelijk de kerk van een priorij die afhing van de Abdij van Ainay in Lyon. In de 16e eeuw werd de kapel Notre-Dame de Lorette gebouwd.
Het gemeentehuis dat ook dienst deed als school werd geopend in 1884. In Sancé zijn er nog vier openbare wasplaatsen bewaard.

## Geografie
De oppervlakte van Sancé bedroeg op 1 januari 2022 6,56 vierkante kilometer; de bevolkingsdichtheid was toen 329 inwoners per km². De gemeente grenst in het oosten aan de Saône en in het noorden en het zuiden aan twee stadsdelen van Mâcon.

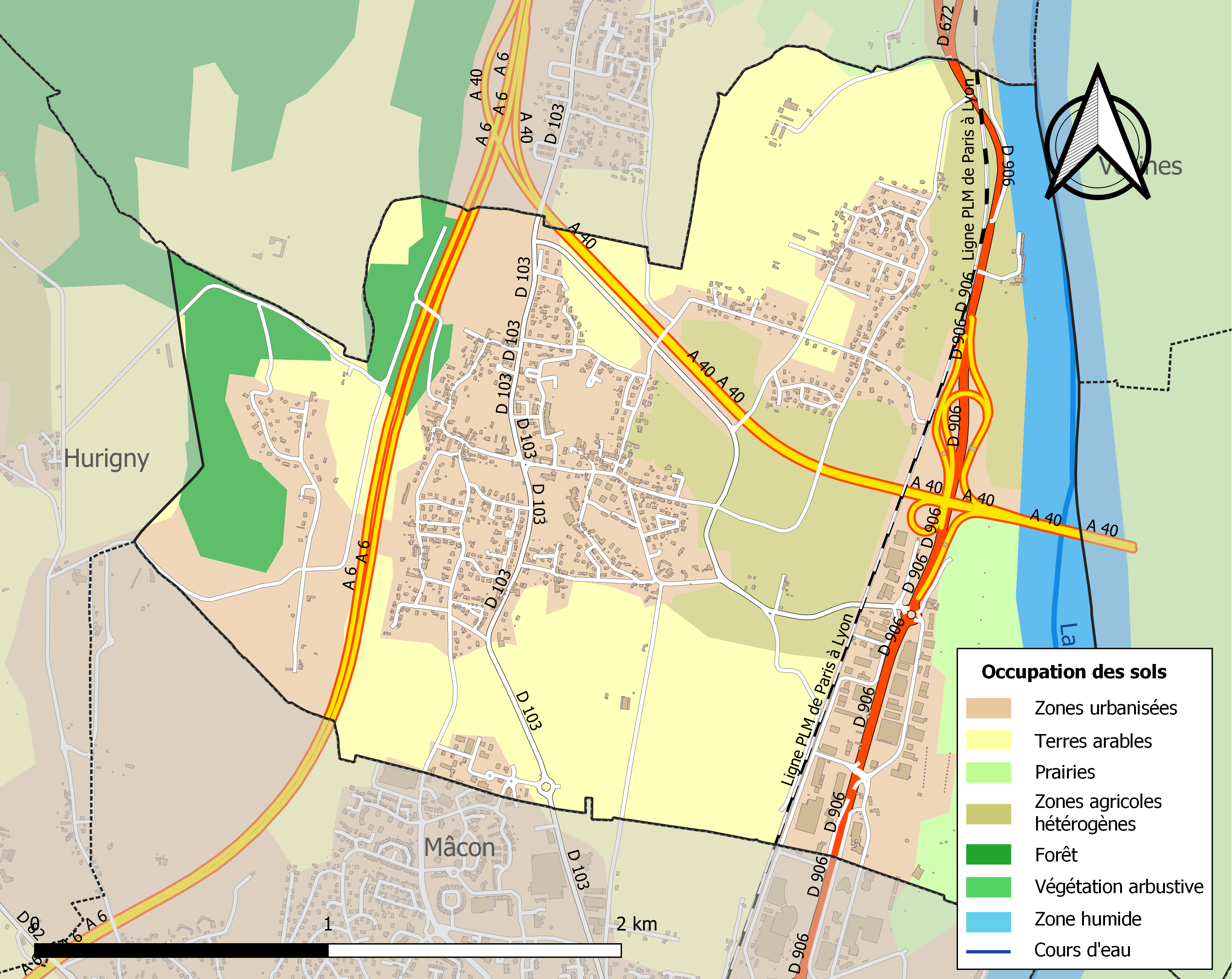
Kaart van de gemeente met de belangrijkste infrastructuur, bodemgebruik en omliggende gemeenten

## Demografie
Onderstaande figuur toont het verloop van het inwonertal (bron: INSEE-tellingen).